# ناحیه فانتین کریک، شهرستان ایروکوی، ایلینوی
ناحیه فانتین کریک (به انگلیسی: Fountain Creek Township) یک منطقهٔ مسکونی در ایالات متحده آمریکا است که در شهرستان ایروکوی، ایلینوی واقع شده‌است. ناحیه فانتین کریک ۲۰۴ متر بالاتر از سطح دریا واقع شده‌است.